# Universidade de Duisburg-Essen
A Universidade de Duisburg-Essen ou, na sua forma portuguesa, de Duisburgo-Essen (em alemão: Universität Duisburg-Essen) foi fundada em 1 de janeiro de 2003 através de uma fusão entre a Universidade Gerhard-Mercator de Duisburg (em alemão: Gerhard-Mercator-Universität Duisburg) e a Universidade de Essen (em alemão: Universität-Gesamthochschule Essen). A Universidade é considerada uma das dez maiores da Alemanha. Em torno de 40.000 estudantes de 130 nações cursam a instituição.